# 施皮格劳
施皮格劳是德国巴伐利亚州的一个市镇。总面积40.43平方公里，总人口3954人，其中男性1895人，女性2059人（2011年12月31日），人口密度98人/平方公里。